# Pelecopsis amabilis
Pelecopsis amabilis là một loài nhện trong họ Linyphiidae.
Loài này thuộc chi Pelecopsis. Pelecopsis amabilis được Eugène Simon miêu tả năm 1884.